# 唐山駅
唐山駅（とうざんえき）は中華人民共和国河北省唐山市路北区にある、中国鉄路総公司（CR）の駅である。北京鉄路局所属の1等駅に設定されている。

## 乗り入れ路線
津山線と津秦旅客専用線の2路線が乗り入れる。

## 歴史
- 1881年：中国で初めて自国で建設した鉄道、唐胥線が開通。
- 1882年：唐山駅が正式開業。
- 1907年：現在の唐山南駅の位置に移設される。
- 1976年7月28日：唐山大地震により壊滅的被害を受ける。
- 1983年11月15日：唐山大地震被害から復旧。
- 1993年3月17日：京山線の所謂「圧煤改線」により、唐山西郊の現在の位置で唐山西駅の建設が開始される。
- 1994年11月1日：唐山西駅が正式に開業。
- 1996年6月26日：旧唐山駅の客扱を停止し唐山南駅に改称[1]、現七灤線の中間駅である唐山西駅を唐山駅に改称。
- 2010年4月：駅の大改装が始まる。
- 2013年11月26日：新駅舎の使用開始[2]。
- 2013年12月1日：津秦旅客専用線が開業。
- 2015年11月6日：京哈線唐山北駅との間に連絡線が開通。唐山駅から天津駅を経由せずに北京駅に向かう直通列車が運行開始[3]。

## 駅構造
地上4階建ての高架駅、ホームは7面16線である。

## 隣の駅
中国鉄路総公司
津山線
豊南駅 - 唐山駅 - 楊家口駅
津秦旅客専用線
浜海北駅 - 唐山駅 - 灤河駅